# Иловик (Чавле)
Иловик је насељено место у саставу општине Чавле у Приморско-горанској жупанији, Република Хрватска.

## Историја
До територијалне реорганизације у Хрватској налазио се у саставу старе општине Ријека.

## Становништво
На попису становништва 2011. године, Иловик је имао 14 становника.